# Habsbursko-lotrinská dynastie
Habsbursko-lotrinská dynastie (německy Haus Habsburg-Lothringen) je panovnický rod pocházející ze svazku Marie Terezie z rodu Habsburků a císaře Františka I. Štěpána Lotrinského z rodu lotrinských vévodů. Vládla v dědičných habsburských zemích v letech 1780–1918.
Nástupnictví po přeslici (v ženské linii) v případě vymření rodu po meči (v mužské linii) zajišťovala Pragmatická sankce vydaná Karlem VI. roku 1713. Když Karel VI. 1740 zemřel, musela si jeho dcera Marie Terezie toto právo obhájit ve válkách o rakouské dědictví.

## Historie
Potomci Marie Terezie vládli v letech 1780–1804 habsburské monarchii a zároveň byli císaři Svaté říše římské. Od roku 1804 používali titul rakouských císařů, který přetrval i po rozdělení země na Rakousko-Uhersko roku 1867. Užívali i další panovnické tituly, zejména titul krále českého a uherského, ale také například v letech 1765–1860 velkovévody toskánského, resp. ve vévody modenského.
Vzhledem k dějinnému významu Habsburků a velikosti jejich rodových držav, dalece přesahujícím lotrinskou dynastii, jež do té doby sehrávala v evropských dějinách úlohu spíše marginální, bývá označení habsbursko-lotrinská dynastie často zkracováno jako Habsburkové.

## Čeští králové pocházející z habsbursko-lotrinské dynastie
- Josef II.
- Leopold II.
- František II. (jako císař rakouský František I.)
- Ferdinand V. (jako císař rakouský Ferdinand I.; poslední korunovaný český král)
- František Josef I.
- Karel III. (jako císař rakouský Karel I.)

## Organizace, postavení a rodinný statut
Habsbursko-lotrinská dynastie byla v letech 1780–1918 v podstatě rodinným společenstvím všech legitimních příbuzných vládnoucího panovníka. Do roku 1918 všichni členové dynastie dostávali s narozením titul arcivévoda respektive arcivévodkyně, a to již od doby císaře Maxmiliána I.
Vládnoucí panovník byl náčelníkem či hlavou domu (dynastie), což mu dávalo ve všech rodinných i dalších otázkách výjimečné autoritativní postavení. Vzhledem ke svému společenskému postavení byla dynastie víceméně uzavřenou společenskou skupinou, jež se řídila vlastními pravidly. Rodinný statut z roku 1839 nepovoloval členům dynastie jiné než rovnorodé manželské sňatky, tzn. sňatky se členy jiných vládnoucích (či dříve vládnoucích) dynastii římskokatolického vyznání. Manželský svazek jakéhokoli člena nebo členky rodiny podléhal schválení hlavy domu a měl vždy také politickou dimenzi. Hlava domu také rozhodovala o finančních příjmech jednotlivých členů dynastie, volbě zaměstnání, stejně jako o místě jejich pobytu, a to včetně cest do ciziny. Byl-li některý z členů císařského domu žalován, rozhodoval ve většině civilních sporů zvláštní soud nejvyššího dvorního maršálka. V trestních věcech mohl provádět jejich výslechy, pokud toho bylo ovšem zapotřebí.
V případě odmítnutí poslušnosti a pravidel daných rodinným statutem (například uzavřením nerovnorodého sňatku) mohl být člen dynastie z dynastie vyloučen, což automaticky znamenalo ztrátu titulu, příjmů, a především jakéhokoli nástupnického nároku pro něj a jeho potomky. K takové situaci došlo během 19. století několikrát. Arcivévoda Ferdinand se v roce 1827 oženil s dcerou poštmistra a byl z domu vyloučen. Arcivévoda Jan Nepomuk Salvátor, syn Leopolda II. Toskánského se v roce 1890 pod jménem Johann Roth vydal v doprovodu tanečnice Ludmily (Milly) Stubelové (s níž se v Londýně oženil) na plavbu do Jižní Ameriky, odkud se nikdy nevrátil. Leopold Ferdinand, syn Ferdinanda IV. Toskánského odešel z rodiny dobrovolně v roce 1902 a žil pod jménem Ferdinand Wölfling. Synovec Františka Josefa I. arcivévoda Ferdinand Karel uzavřel nerovnorodý sňatek s dcerou vídeňského profesora Bertou Czuberovou, byl z domu vyloučen a pod jménem Ferdinand Burg musel žít mimo území habsburské monarchie.
V tomto kontextu potom výběr životního partnera následníka trůnu arcivévody Františka Ferdinanda d'Este znamenal porušení rodinného statutu. František Ferdinand trval na sňatku s hraběnkou Žofií Chotkovou, která nepocházela z vládnoucího rodu. V roce 1900 František Josef I. sňatek nakonec povolil, ale jen jako sňatek morganatický, což znamenalo, že se František Ferdinand musel oficiálně vzdát nástupnického nároku svých (budoucích) dětí a ani jeho manželka, ani děti nikdy nebyly členy habsbursko-lotrinské dynastie, nýbrž obdržely titul vévodů z Hohenbergu.
Habsbursko-lotrinská dynastie tak byla do roku 1918 striktně oddělena od ostatní společnosti a vnitřně se řídila domácími pravidly rodinného statutu, který zůstával až do roku 1918 před veřejností skryt.

## Dynastický erb

Erb habsbursko-lotrinské dynastie

Erb habsbursko-lotrinské dynastie vznikl spojením rodových znaků Habsburků a Lotrinských. Štít je rozdělen do tří polí. V prvním poli je červený lev s modrou zbrojí na zlatém pozadí (erb Habsburků). Ve druhém prostředním poli je červeno-bílo-červený znak Rakous a konečně v posledním třetím poli je úhlopříčné červené břevno se třemi stříbrnými aleriony na zlatém pozadí. Tento dynastický erb byl od roku 1804 umístěn do středu císařského dvouhlavého orla a stal se oficiálním znakem Rakouského císařství.

## Otázka následnictví po zániku monarchie
Císař Karel I. se pod tlakem hrozících nepokojů ve vídeňských ulicích na radu svého okolí den před vyhlášením republiky v tzv. Německém Rakousku vzdal výkonu panovnické moci na jeho území, s tím že bude respektovat rozhodnutí německo-rakouského obyvatelstva o své státní formě. Podle znění textu a výkladu samotného císaře Karla se rozhodně nejednalo o abdikaci jako takovou. Poté, co pod tlakem vlády Německého Rakouska byl nucen vycestovat do Švýcarska, dne 24. března 1919 ve Feldkirchském manifestu své prohlášení s vysvětlením odvolal.
Rakouská a československá republika nárok příslušníků dynastie neuznaly a svými zákony jim zabránily v  působení na svých územích. Dynastii byl zkonfiskován téměř veškerý majetek: jak rodové dědictví, tak soukromé vlastnictví jednotlivých členů rodu, kteří se tak dostali do značných finančních nesnází. Podle usnesení mezinárodní konference dohodových mocností měly nástupnické státy (Polsko, Československo, Rumunsko a Jugoslávie) vyplácet rodině jako náhradu alespoň roční příspěvek, každý z nich 5 tisíc liber. Všechny čtyři státy však usnesení ignorovaly a nic nezaplatily.

### Rakousko
Rakousko vydalo 3. dubna 1919 zákon upravující vyhoštění a převzetí majetku rodu habsbursko-lotrinského (Habsburský zákon). Bývalý císař byl tímto zákonem vyhoštěn natrvalo, u ostatních příslušníků rodu bylo setrvání podmíněno tím, že se vzdají panovnického nároku a přihlásí se k občanství republiky. Téhož dne byl přijat Zákon o zrušení šlechty v Rakousku, který v Německém Rakousku zrušil statut šlechtictví. V druhé polovině třicátých let, kdy byl rakouským kancléřem Kurt von Schuschnigg, byly protihabsburské zákony postupně zrušeny a mluvilo se o možnosti obnovení rakouské monarchie, na trůně s Ottou von Habsburg, jako prostředku obrany národní identity Rakouska proti nacionálně socialistickému Německu. Adolf Hitler bral tuto možnost vážně a netajil se svým úmyslem Rakousko okamžitě vojensky napadnout, pokud by došlo k obnově monarchie. V únoru 1938, kdy se zcela zřetelně schylovalo k anšlusu a rakouská politická reprezentace byla v bezvýchodné situaci, nabídl Otto von Habsburg v otevřeném dopise kancléři von Schuschniggovi alespoň převzetí politické odpovědnosti ve funkci kancléře a vedení obrany Rakouska před Německou říší. Von Schuschnigg ale tuto možnost pokládal za předem odsouzenou k neúspěchu, a proto ji odmítl.
Po obsazení Rakouska bylo jedním z prvních opatření nacionálně socialistické vlády obnovení Habsburského zákona v plném rozsahu z roku 1919. Po osvobození Rakouska roku 1945 se sice několik členů habsbursko-lotrinské dynastie do Rakouska vrátilo, ale rakouská vláda uvedla znovu v platnost ústavu z roku 1920, tedy opět včetně předtím zrušeného Habsburského zákona; roku 1946 tak museli členové rodu Rakousko opět opustit.
 
Od roku 1960 mnoho členů rodiny podepsalo prohlášení, jímž se zřekli rakouského trůnu, roku 1961 tak učinila i hlava rodu Otto von Habsburg, rodina však nadále usiluje o zrušení Habsburského zákona.
Článek 60 odst. 3 spolkové ústavy vyloučil členy rodu Habsburků a dalších dříve vládnoucích rodů z možnosti zastávat úřad spolkového prezidenta. Ulrich Habsburg-Lothringen, člen strany Zelených, v roce 2009 spolu se svou snachou ustanovení napadl u rakouského ústavního soudu, ústavní soud ale konstatoval, že nemůže rozhodnout dříve, než se volby uskuteční. V dubnu 2010 se Ulrich Habsburg-Lothringen pokoušel kandidovat v rakouských prezidentských volbách, avšak nezískal potřebný počet podpisů pro podporu své kandidatury. Cílem kandidatury údajně byla snaha ustanovení zdiskredidovat a umožnit ho soudně napadnout. Lidová strana podala již na jaře 2010 návrh na zrušení tohoto ustanovení. Po vyčkávání, zda rakouští politici nezruší ustanovení sami, těsně před uplynutím šestiměsíční lhůty pro volební stížnosti v říjnu 2010 Ulrich Habsburg ustanovení skutečně napadl u Evropského soudu pro lidská práva, přičemž do roku či do dvou očekával pozitivní rozhodnutí. V červnu 2011 Rakouská republika na základě kritiky Organizací pro bezpečnost a spolupráci v Evropě zrušila paragraf volebního zákona, který omezoval kandidaturu členů rodu na funkci prezidenta republiky, a to i s podporou sociální demokracie, která dosud byla hlavním zastáncem tohoto omezení.
Poté, co Otto von Habsburg 4. července ve věku 98 let zemřel, mu byl 17. července ve Vídni uspořádán pohřeb podle tradic habsbursko-lotrinského rodu ve Svatoštěpánském dómu a Kapucínské kryptě, který (ač nebyl oficiálně státní událostí) dosahoval okázalosti srovnatelné s pohřbem vládnoucího panovníka. Kromě tisíce pozvaných hostů (mezi nimi rakouských politiků i panovníků Švédska, Lucemburska a Lichtenštejnska) se jej na ulicích účastnilo až 100 000 lidí.

### České země
Československé Národní shromáždění se od habsbursko-lotrinské dynastie a jejího následnictví distancovalo tím, že v těsné návaznosti na konstatování zániku těchto vztahů aklamací zvolilo do funkce prezidenta republiky T. G. Masaryka. § 7 a § 13 československé prozatímní ústavy (zákon č. 37/1918 Sb.) ustanovily orgány a působnost republiky, k existenci české monarchie a jejích orgánů se však zákon nevyjadřuje. § 2 Ústavní listiny ČSR vyhlásil československý stát demokratickou republikou, v jejímž čele stojí volený prezident. § 17 ústavního zákona č. 236/1920 Sb. členy habsbursko-lotrinského rodu zbavil československého občanství a znemožnil jim ho získat, zákon č. 354/1921 Sb. stanovil propadnutí jejich majetku, který vlastnili z titulu vládnoucího rodu. Zákon 61/1918 Sb. zrušil obecně šlechtictví a jeho řády a tituly. § 19 zákona č. 50/1923 Sb., na ochranu republiky, stanovil trestnost návratu členů bývalé panovnické rodiny nebo jejich pobytu na území Československa bez souhlasu republiky a podpory takového návratu.
Česká republika československý právní řád přejala, ale k těmto záležitostem se od svého vzniku výslovně nevyjádřila. Zákon zakazující používání šlechtických titulů není vymáhán a ty jsou tak i ve veřejné diskusi občas používány. Navíc dle názoru některých současných historiků by tento zákon i při přesném uplatnění znamenal pouze zákaz šlechtických titulů (např. královská výsost) a nikoli šlechtických hodností (např. arcivévoda). Po pádu komunistického režimu začali také členové bývalé panovnické rodiny navštěvovat Českou republiku, aniž by byl vymáhán zákon zakazující jejich pobyt – naopak vystoupili v rámci různých oficiálních událostí, jako například Audience u císaře Karla I., a setkali se s mnoha veřejnými činiteli. Ottovi Habsburskému bylo uděleno čestné občanství některých měst (Františkovy Lázně, Brandýs nad Labem) a při určitých příležitostech byl veřejně oslovován plným titulem a byla mu vzdávána čest i důstojníky současné Armády České republiky.
Nejsou známy případy, že by se členové rodu ucházeli o trůn nebo o funkci demokratické hlavy státu v některé z republik na území bývalého Rakouska-Uherska kromě Rakouské republiky. Otázkou následnictví českého trůnu se teoreticky zabývá Petr Nohel a Josef Pejřimovský, jejichž texty zveřejnil zpravodaj a web politické strany Koruna Česká (monarchistická strana Čech, Moravy a Slezska) a převzal nezávislý portál českých monarchistů. o nichž však není známo, že by se v nich angažoval někdo s nárokem na následnictví, a volební úspěchy strany v parlamentních volbách se pohybovaly v desetinách procenta. Zastánci monarchie, kteří mají k habsbursko-lotrinskému rodu blízko, jsou i v jiných politických stranách, například Nina Nováková a Daniel Herman.

### Maďarsko
V Maďarsku byla po období politické nestability a bojů o moc 1. března 1920 hlasováním národního shromáždění obnovena monarchie, v níž měl panovníka dočasně zastoupit admirál Miklós Horthy jako říšský správce. Nárok habsbursko-lotrinského rodu na maďarský trůn nebyl oficiálně zpochybněn, ale zároveň ani nebyl král oficiálně povolán z exilu, aby se ujal maďarského trůnu. Horthy Karla I. (jenž byl roku 1916 korunován jako maďarský král Karel IV.) zpočátku v korespondenci ujišťoval o své loajalitě a o tom, že co nejdříve připraví Maďarsko na panovníkův návrat, ale když upevnil svou politickou pozici v zemi, jeho vstřícnost značně ochladla. Karel se dvakrát neúspěšně pokusil o návrat do Maďarska (měl v tom i ústní podporu francouzského ministerského předsedy Aristida Brianda, po nezdaru však dementovanou). Při prvním pokusu o restauraci přicestoval na jaře 1921 do Budapešti inkognito – Horthy Karla opět ujistil o tom, že brzy připraví zem k jeho oficiálnímu návratu, ale slib nedodržel. Podruhé se pokusil Karel převzít moc v Maďarsku vojensky za pomoci loajálního vojska pod vedením plukovníka Antonína Lehára. Tažení na Budapešť se změnilo v triumfální pochod, při kterém většina obyvatelstva Karlovi projevovala loajalitu jako svému králi. Neúspěch tažení byl způsoben několika nedorozuměními a zradou jednoho z Karlových velících důstojníků (generála Hegedüse). Šanci na úspěšnou restauraci habsbursko-lotrinské dynastie v Maďarsku však také snižovala nepříznivá mezinárodněpolitická situace (Československo, Jugoslávie a Rumunsko mobilizovaly svá vojska na hranicích Maďarska a hrozily opětovným vpádem do země v případě restaurace habsbursko-lotrinské dynastie).
Karel byl následně deportován na ostrov Madeira a národní shromáždění přijalo na nátlak západních mocností 6. listopadu 1921 zákon o detronizaci habsbursko-lotrinské dynastie. Karel však odmítl abdikovat a svého nároku na trůn se nikdy nevzdal, stejně tak ani jeho potomci, ačkoli o restauraci monarchie v Maďarsku se již nepokusili. Maďarsko bylo monarchií až do roku 1946, ale přes několik pokusů o vybrání nového panovníka zůstalo královstvím bez krále.
Od roku 1993 v maďarském Šoškútu žije Jiří Habsbursko-Lotrinský, syn korunního prince Otty. V roce 1997 se jeho svatby s vévodkyní Eilikou Oldenburskou ve svatoštěpánské bazilice v Budapešti zúčastnily vrcholní představitelé Maďarska i evropských zemí. Jiří Habsbursko-Lotrinský hovoří plynně maďarsky a je předsedou maďarské pobočky Červeného kříže, působí v politice jako zvláštní vyslanec Evropské unie v Maďarsku a zasadil se o přijetí země do EU.

## Současnost
Historicky jsou členové habsbursko-lotrinské rodiny přímými potomky nepřerušené linie českých králů od přemyslovských knížat. V současné době žije většina členů rodiny v Bavorsku, Rakousku a Maďarsku, někteří členové žijí ve Švédsku (Valpurga). Dnes se členové dynastie aktivně účastní politiky např. Karlova vnučka Gabriela byla v letech 2009–2013 velvyslankyní Gruzie v Německu a její sestra Walburga (Valpurga) byla v letech 2006–2014 členkou švédského parlamentu. Mimo podnikání a politiku se v současnosti někteří členové rodu věnují modelingu (Eleonora) nebo automobilovému závodnictví (Ferdinand Zvonimir).

### Habsbursko-lotrinská dynastie dnes
Současnou hlavou Habsbursko-lotrinské dynastie je Karel von Habsburg, který vystřídal svého otce Ottu v čele císařské dynastie poté, co se jeho otec v roce 2007 této role vzdal. Karel je nejstarší vnuk posledního císaře Rakousko-Uherska Karla I.
- Císař svaté říše římské Leopold II. (1747–1792)
  -  Císař František I. (1768–1835)
    -  Císař Ferdinand I. (1793–1875)
    -  Arcivévoda František Karel (1802–1878)
      -  Císař František Josef I. (1830–1916)
        -  Korunní princ Rudolf (1858–1889)

      -  Císař Maxmilián I. Mexický (1832–1867); ženatý s Charlottou Belgickou
      -  Arcivévoda Karel Ludvík (1833–1896)
        -  Arcivévoda František Ferdinand (1863–1914);  morganatické manželství s vévodkyní Žofií z Hohenbergu
        -  Arcivévoda Ota František (1865–1906)
          -  Císař Karel I. (1887–1922)
            -  Korunní princ Otto (1912–2011)
              - Arcivévoda Karel (* 1961)
                -  (1) Arcivévoda Ferdinand (* 1997)

              -  (2) Arcivévoda Jiří (* 1964); ženatý s vévodkyní Eilikou Oldenburskou
                -  (3) Arcivévoda Karel Konstantin (* 2004)

            -  Arcivévoda Robert Rakouský-Este (1915–1996)
              - (4) Arcivévoda Lorenz Rakouský-Este (* 1955); ženatý s princeznou Astrid Belgickou
                - (5) Arcivévoda Amedeo Rakouský-Este (* 1986); ženatý s Elisabettou Marií Rosbochovou von Wolkenstein
                  - (6) Arcivévoda Maximilian Rakouský-Este (* 2019)

                - (7) Arcivévoda Joachim Rakouský-Este (* 1991)

              - (8) Arcivévoda Gerhard Rakouský-Este (* 1957); ženatý s Iris Jandrasitsovou
              - (9) Arcivévoda Martin Rakouský-Este (* 1959); ženatý s princeznou Katharinou von Isenburg
                - (10) Arcivévoda Bartholomäus Rakouský-Este (* 2006)
                - (11) Arcivévoda Emmanuel Rakouský-Este (* 2008)
                -  (12) Arcivévoda Luigi Amedeo Rakouský-Este (* 2011)

            -  Arcivévoda Felix (1916–2011)
              - (13) Arcivévoda Karl Philipp (* 1954); oženěný v roce 1994 s (1) [rozvod (a anulování ?) v roce 1997] Martinou Donathovou, (2) [občansky (a nábožensky ?)] Annie-Claire Lacrambeovou, dva synové, jeden z každého manželství (ten nejstarší se narodil před svatbou)
                - (14) Arcivévoda Louis-Damian (* 1998)

              - Arcivévoda Raimund (1958–2008), ženatý s Bettinou Götzovou
                - (15) Arcivévoda Felix (* 1996)

              - (16) Arcivévoda István (* 1961), ženatý s Paolou de Temesváry
                - (17) Arcivévoda Andreas (* 1994)
                -  (18) Arcivévoda Pál (* 1997)

            -  Arcivévoda Karel Ludvík (1918–2007)
              - (19) Arcivévoda Rudolf (* 1950); ženatý s baronkou Hélène de Villenfagne de Vogelsanck (manželství zpětně schváleno jako dynastické)
                - (20) Arcivévoda Karel Kristián (* 1977); ženatý s Estelle de Saint-Romain
                - (21) Otec Johannes Habsbourg-Lorraine (* 1981), kněz komunity Eucharistein
                - (22) Arcivévoda Tomáš (* 1986)
                - (23) Arcivévoda František-Ludvík (* 1988)
                - (24) Arcivévoda Michael (* 1990)
                -  (25) Arcivévoda Josef (* 1991)

              -  (26) Arcivévoda Karel Kristián (* 1954); ženatý s princeznou Marií Astrid Lucemburskou
                - (27) Arcivévoda Imre (* 1985); ženatý s Kathleen Walkerovou
                  - (28) Arcivévoda Karl (* 2023)

                - (29) Arcivévoda Kryštof (* 1988), ženatý s Adélaïde Drapéovou-Frischovou
                  - (30) Arcivévoda Josef (* 2020)

                -  (31) Arcivévoda Alexandr (* 1990)

            -  Arcivévoda Rudolf (1919–2010)
              - (32) Arcivévoda Karl Peter (* 1955); ženatý s princeznou Alexandrou von Wrede
                - (33) Arcivévoda Lorenz (* 2003)

              - (34) Arcivévoda Simeon (* 1958); ženatý s princeznou Maríou Bourbonsko-Sicilskou
                - (35) Arcivévoda Johannes (* 1997)
                - (36) Arcivévoda Ludwig (* 1998)
                -  (37) Arcivévoda Philipp (* 2007)

          -  Arcivévoda Maxmilián Evžen (1895–1952)
            -  Arcivévoda Ferdinand (1918–2004)
              -  (38) Arcivévoda Maximilian (* 1961); ženatý se Sarou Mayou Al-Askari
                - (39) Arcivévoda Nikolaus (* 2005)
                - (40) Arcivévoda Constantin (* 2007)

            -  Arcivévoda Heinrich (1925–2014)
              - (41) Arcivévoda Philipp (* 1962); ženatý s Mayasuni Heathovou
              - (42) Arcivévoda Ferdinand (* 1965); ženatý s hraběnkou Katharinou von Hardenberg
                -  (43) Arcivévoda Jakob-Maximilian (* 2002)

              -  (44) Arcivévoda Konrad (* 1971); ženatý s Ashmitou Goswamiovou

  -  Velkovévoda Ferdinand III. Toskánský (1769–1824), zakladatel toskánské větve císařské dynastie
    -  Velkovévoda Leopold II. Toskánský (1797–1870)
      -  Velkovévoda Ferdinand IV. Toskánský (1835–1908)
        -  Arcivévoda Petr Ferdinand (1874–1948)
          -  Arcivévoda Gottfried (1902–1984)
            -  Arcivévoda Leopold Franz (1942–2021)
              - (45) Arcivévoda Zikmund, velkovévoda toskánský (* 1966); ženatý s Elyssou Edmonstoneovou
                - (46) Arcivévoda Leopold, velkokníže toskánský (* 2001)
                -  (47) Arcivévoda Maximilian (* 2004)

              - (48) Arcivévoda Guntram (* 1967); morganaticky (v Toskánsku) oženěn s Deborou de Sola, uznávanou jako hraběnka von Habsburg [sňatek se zpětnou platností schválen jako dynastický (pouze v Rakousku)]
                - (49) Tiziano Leopold, hrabě von Habsburg (* 2004), zachovává si svá rakousko-uherská dynastická práva

          -  Arcivévoda Jiří (1905–1952)
            - (50) Arcivévoda Radbot (* 1938); morganaticky ženatý s Caroline Proustovou, s potomky
            -  (51) Arcivévoda Georg (* 1952).

      -  Arcivévoda Karel Salvátor, princ toskánský (1839–1892)
        -  Arcivévoda Leopold Salvátor, princ toskánský (1863–1931)
          -  Arcivévoda Antonín (1901–1987)
            -  (52) Arcivévoda Dominik (* 1937); dvakrát morganaticky ženatý s (1) [rozvod] Engelou von Voss, 2 synové; (2) Emmanuelou (Nellou) Mlynarski

        -  Arcivévoda František Salvátor, princ toskánský (1866–1939)
          -  Arcivévoda Hubert Salvátor (1894–1971)
            - Arcivévoda Friedrich Salvator (1927–1999)
              - (53) Arcivévoda Leopold (* 1956)
              -  (54) Arcivévoda Alexander Salvator (* 1959); ženatý s hraběnkou Marií-Gabriele von Waldstein
                - (55) Arcivévoda Constantin Salvator (* 2002)
                -  (56) Arcivévoda Paul Salvator (* 2003)

            - (57) Arcivévoda Andreas Salvator (* 1936); ženatý s (1) [rozvod 2001 (a anulování 2002)] Marií de la Piedad Espinosa de los Monteros y Rosillo (2) 2001 (civilně) a 2003 (nábožensky) hraběnkou Valerií Podstatzky-Lichtenstein. Potomci pouze z druhého manželství.
              -  (58) Arcivévoda Thadeus Salvator (* 2001)
              - (59) Arcivévoda Casimir Salvator (* 2003)

            - (60) Arcivévoda Markus (* 1946); morganaticky se oženil s Hildegardou (Hilde) Marií Jungmayrovou, s potomky
            - (61) Arcivévoda Johann (* 1947); morganaticky se oženil s Anne-Marií Stummerovou, s potomky
            -  (62) Arcivévoda Michael (* 1949); oženěný v roce 1992 s Evou Antonií von Hofmann, s jednou dcerou

          -  Arcivévoda Theodore Salvator (1899–1978)
            - (63) Arcivévoda Carl Salvator (* 1936); ženatý s Edith Wenzlovou Frn von Sternbach [manželství zpětně schváleno jako dynastické (pouze v Rakousku)]
              - Hrabě Matthias Habsburský (1971–2024), zachovává si svá rakousko-uherská dynastická práva
                - (64) Hrabě Nikolaus Habsburský (* 2000), zachovává si svá rakousko-uherská dynastická práva
                - (65) Hrabě Jakob Habsburský (* 2001), zachovává si svá rakousko-uherská dynastická práva
                -  (66) Hrabě Martin Habsburský (* 2011), zachovává si svá rakousko-uherská dynastická práva

              - (67) Hrabě Johannes Habsburský (* 1974), zachovává si svá rakousko-uherská dynastická práva, ženatý s Katharinou Lieselotte Riedl Edle von Riedenstein
              - (68) Hrabě Bernhard Habsburský (* 1977), zachovává si svá rakousko-uherská dynastická práva
              -  (69) Hrabě Benedikt Habsburský (* 1983), zachovává si svá rakousko-uherská dynastická práva******
              -  Arcivévoda Klement Salvátor (1904–1974); ženatý s Elisabeth Gfn Rességuier de Miremont [manželství zpětně schváleno jako dynastické (pouze v Rakousku)]

            - Clemens, kníže von Altenburg (1932–2022), zpětně integrován do dynastie; ženatý s Laurence Costaovou de Beauregard
              - (70) Philipp, kníže von Altenburg (* 1966), zpětně integrován do dynastie

            - (71) Georg, kníže von Altenburg (* 1933), zpětně integrován do dynastie
            - Peter, Prince von Altenburg (1935–2008), zpětně integrován do dynastie; ženatý s Juliane Gfn von Waldstein-Forni
              -  (72) Friedrich, kníže von Altenburg (* 1966), zpětně integrován do dynastie; ženatý s Gabriele Gfn von Walterskirchen
                - (73) Emanuel, kníže von Altenburg (* 2002)
                -  (74) Nikolaus, kníže von Altenburg (* 2008)

              -  (75) Leopold, kníže von Altenburg (* 1971), zpětně integrován do dynastie

            -  (76) Johannes, kníže von Altenburg (* 1949), zpětně integrován do dynastie

  -  Arcivévoda Josef, palatin uherský (1776–1847)
    -  Arcivévoda Josef Karel (1833–1905)
      -  Arcivévoda Josef August (1872–1962)
        -  Arcivévoda Josef František (1895–1957)
          - Arcivévoda Josef Arpád (1933–2017)
            - (77) Arcivévoda Joseph Karl (* 1960); ženatý s princeznou Margarete von Hohenberg
              - (78) Arcivévoda Joseph Albrecht (* 1994); ženatý s hraběnkou Sophie von Schaesberg
              - (79) Arcivévoda Paul Leo (* 1996)

            - (80) Arcivévoda Andreas-Augustinus (* 1963); ženatý s hraběnkou Marií-Christine von Hatzfeldt-Dönhoff
              - (81) Arcivévoda Friedrich-Cyprian (* 1995)
              - (82) Arcivévoda Pierre (* 1997)
              - (83) Arcivévoda Benedikt-Alexander (* 2005)

            - (84) Arcivévoda Nikolaus (* 1973); ženatý s Eugenií de Calonje y Gurrea
              - (85) Arcivévoda Nicolás (* 2003)
              -  (86) Arcivévoda Santiago (* 2006)

            -  (87) Arcivévoda Johannes (* 1975); ženatý s Maríou Gabrielou Montenegro Villamizarovou
              - (88) Arcivévoda Johannes (* 2010)
              - (89) Arcivévoda Alejandro (* 2011)
              -  (90) Arcivévoda Ignacio (* 2013)

          - (91) Arcivévoda Géza (* 1940); dvakrát se morganaticky oženil s (1) [rozvod] Monikou Deckerovou a (2) [občansky] Elizabethou Jane Kunstadterovou. Potomci z obou manželství.
          -  (92) Arcivévoda Michael (* 1942); ženatý s princeznou Christianou Löwensteinsko-Wertheimsko-Rosenberskou, švagrovou jeho bratra
            - (93) Arcivévoda Eduard (* 1967); ženatý s baronkou Marií Theresií von Gudenus
              -  (94) Arcivévoda Paul Benedikt (* 2000)

            -  (95) Otec Paul Habsburg (* 1968), kněz Legie Kristovy

## Habsbursko-lotrinští panovníci

### Rakouští arcivévodové a císaři

Znak Rakouského císařství

- Josef II. – (1780–1790), od roku 1765 císař Svaté říše římské
- Leopold II. – (1790–1792), také císař Svaté říše římské
- František I. – (1792–1835), od roku 1804 rakouský císař, do roku 1806 císař Svaté říše římské
- Ferdinand I. – (1835–1848)
- František Josef I. – (1848–1916)
- Karel I. – (1916–1918)

Titulární císaři Rakouska:
- Karel I. – (1918–1922)
- Otto von Habsburg – (1922–2007)
- Karel Habsbursko-Lotrinský – (od 2007)

Galerie
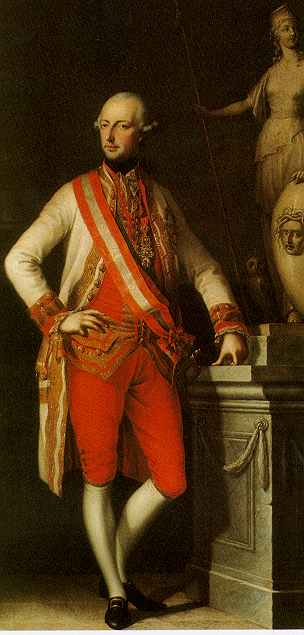
Josef II.
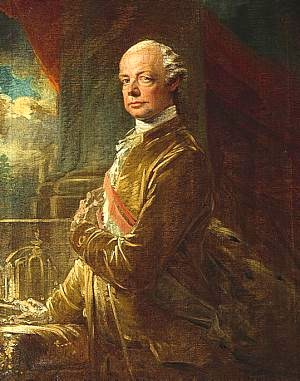
Leopold II.
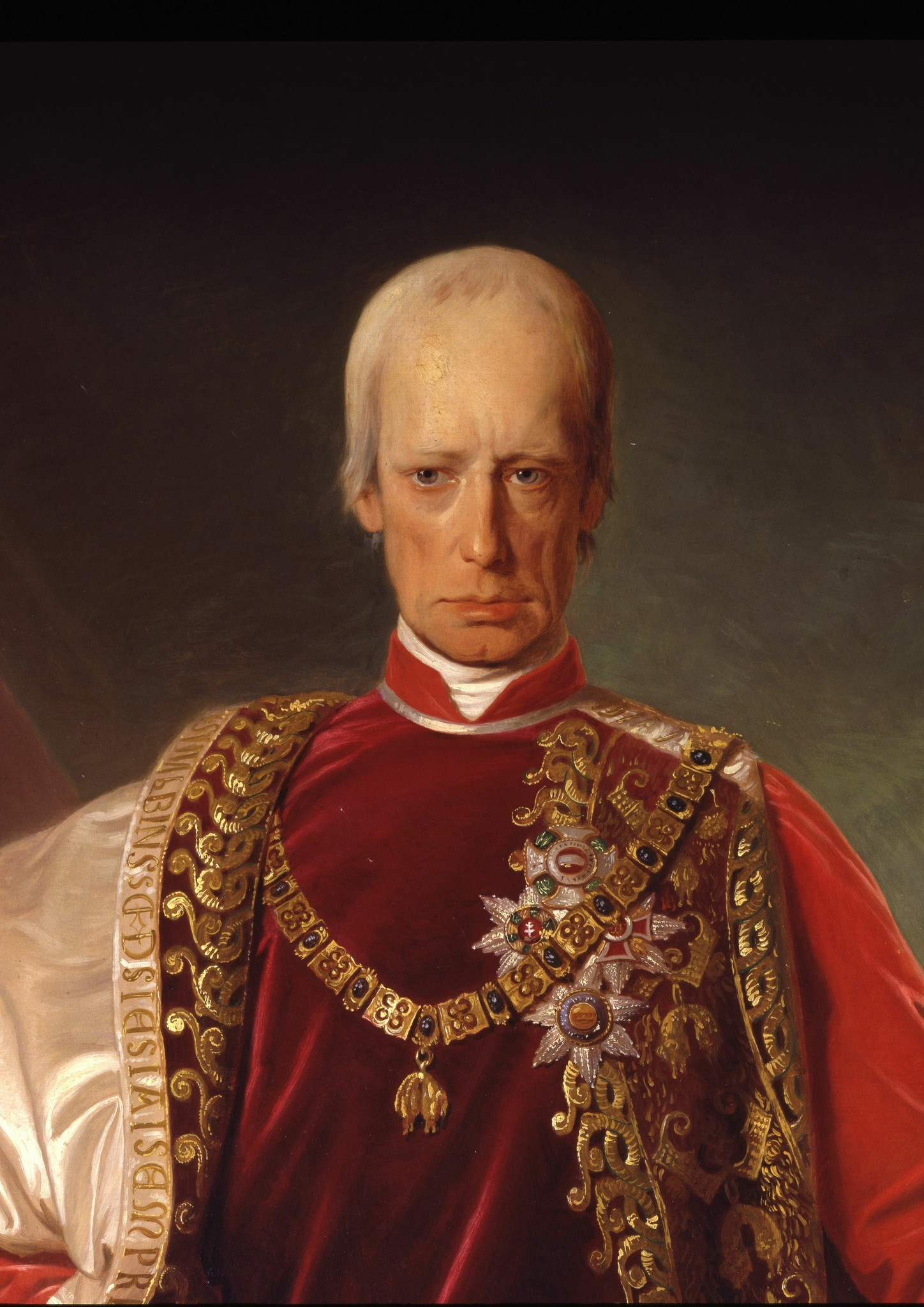
František I.
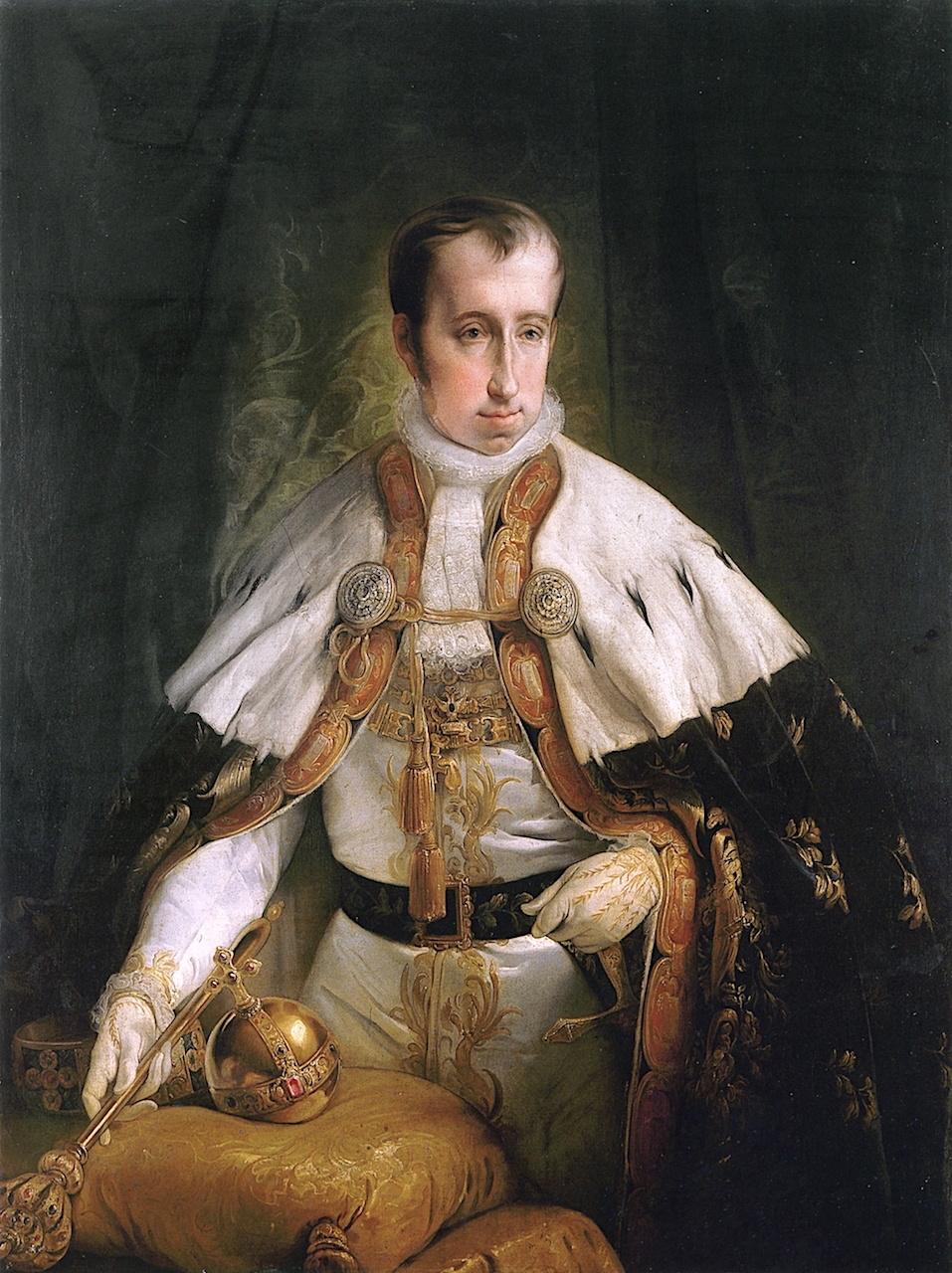
Ferdinand I.
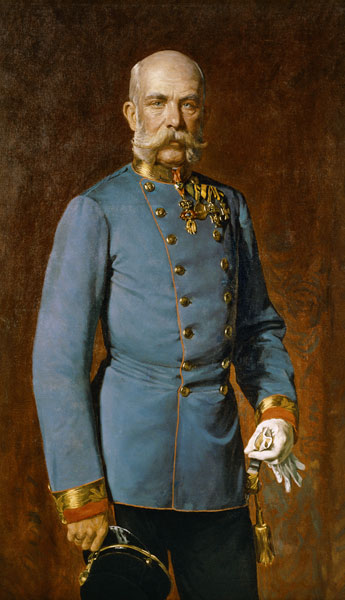
František Josef I.
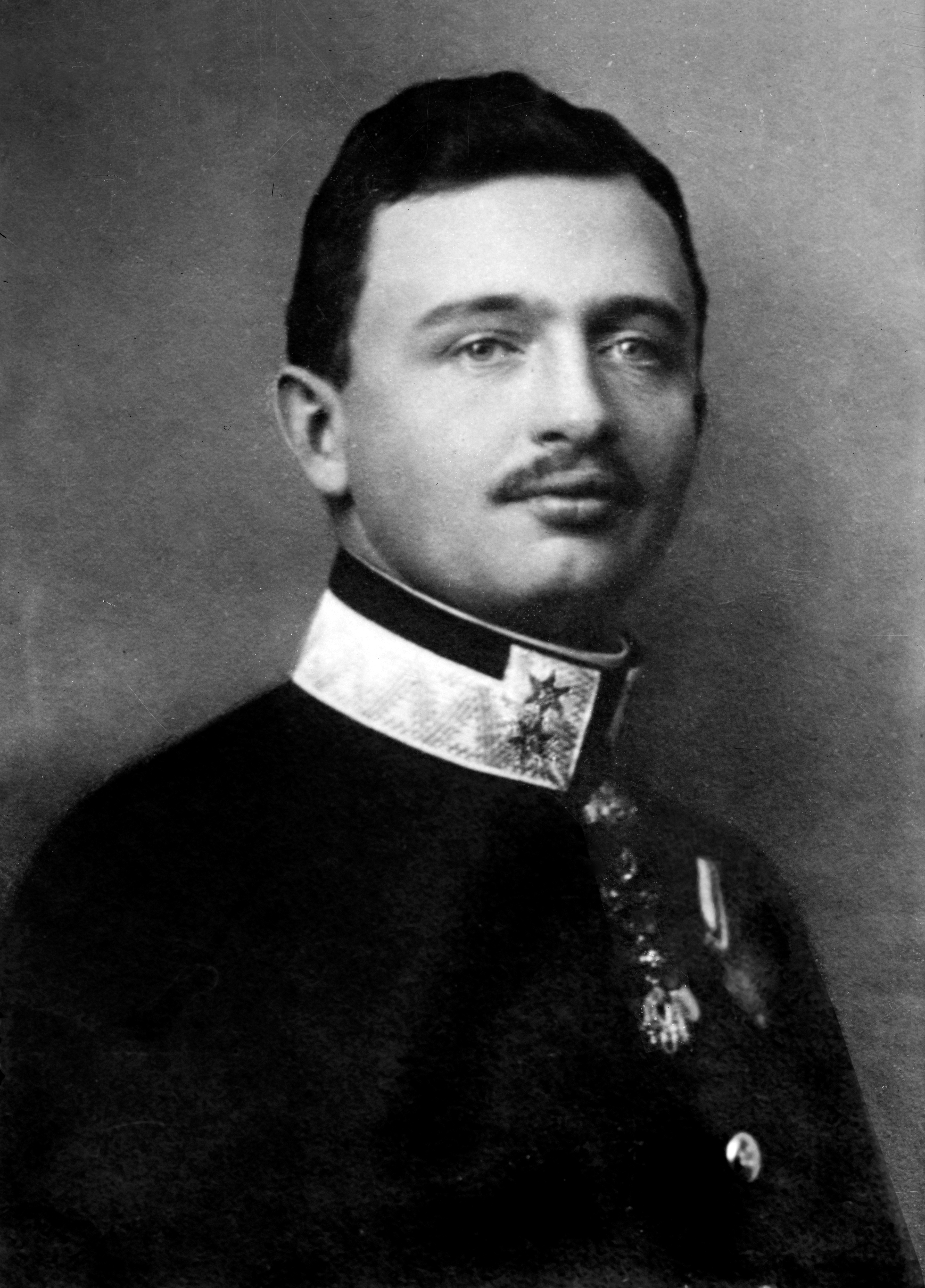
Karel I.

### Parmští vévodové

Znak parmských vévodů

Habsburští vévodové z Parmy:
- Marie Luisa – (1814–1847)

Galerie
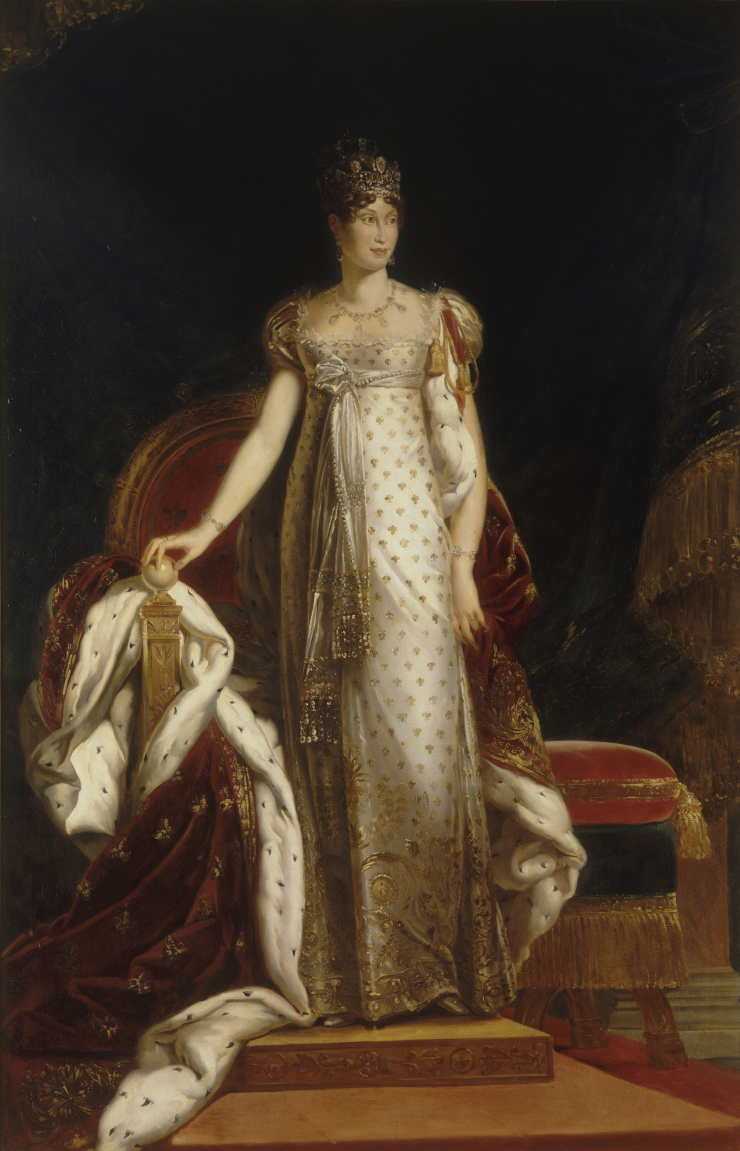
Marie Luisa

### Modenští vévodové

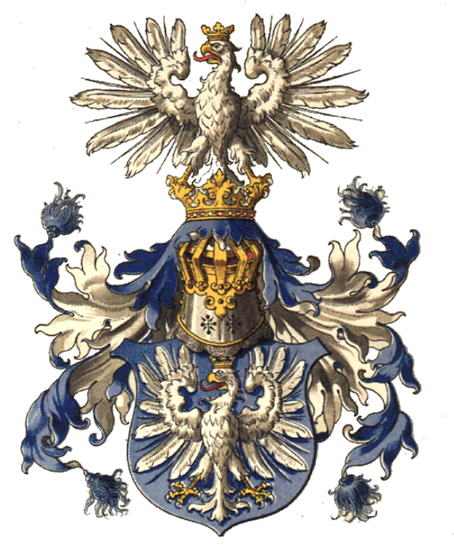
Znak modenského vévodství

Habsburští vévodové z Modeny:

Galerie
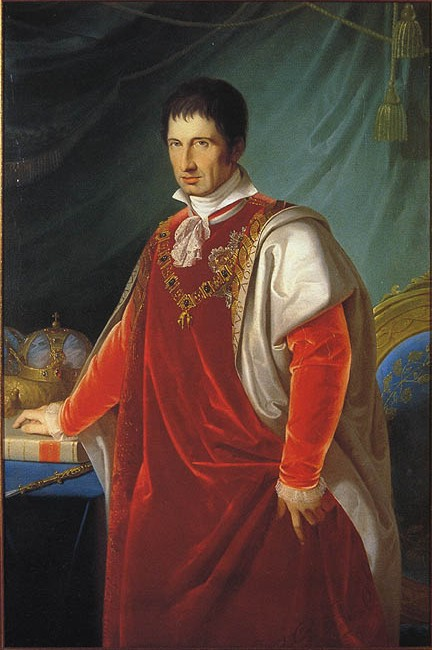
František IV. – (1814–1846)
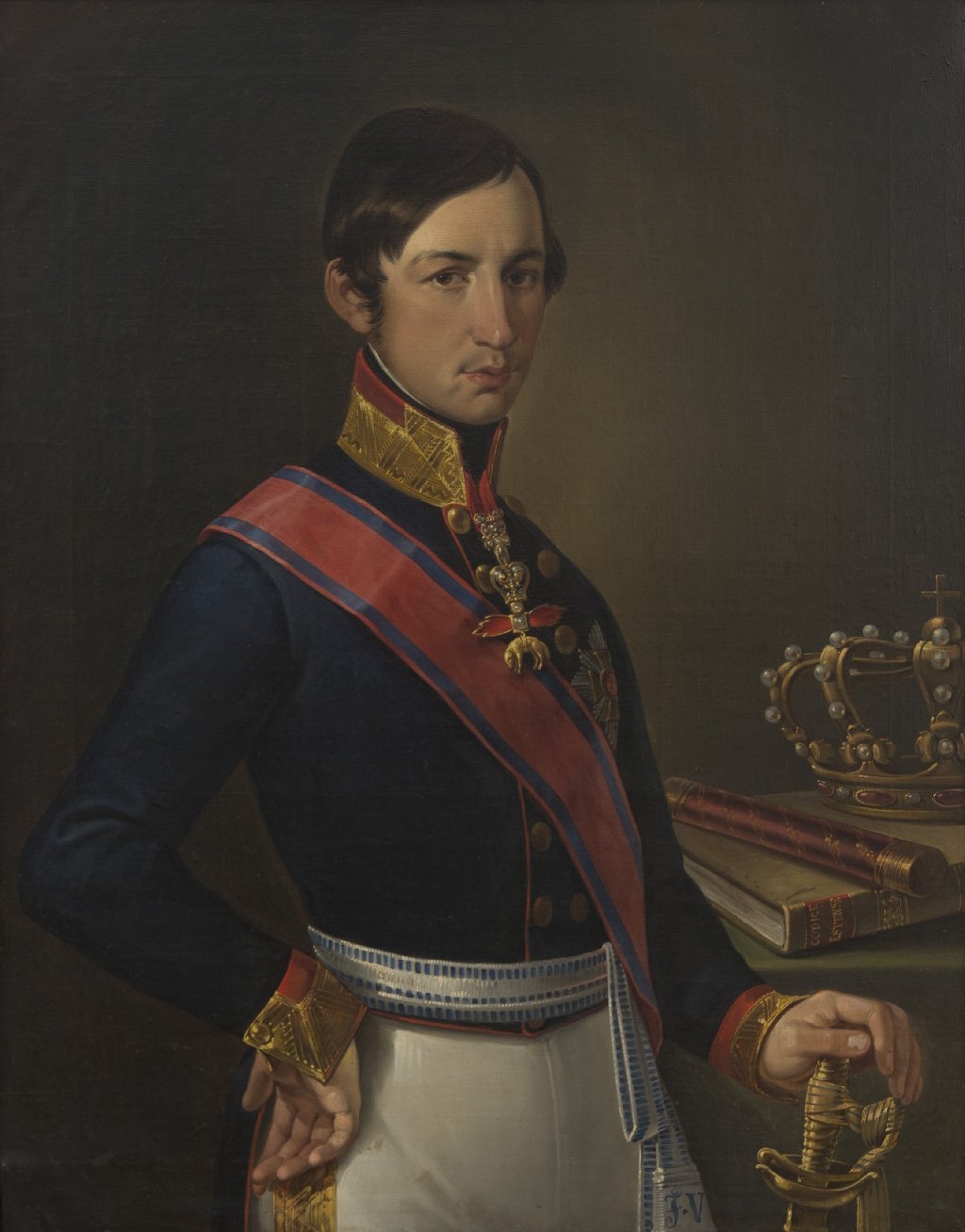
František V. – (1846–1859)

Titulární modenští vévodové:
- František V. – (1859–1875)
- František Ferdinand d'Este – (1875–1914)
- Karel I. – (1914–1917)
- Robert Rakouský-d'Este – (1917–1996)
- Lorenz Rakouský d'Este – (od 1996)

- Galerie
- František IV.
- František V.

### Toskánští vévodové
Habsburští vévodové z Toskánska:

Znak Habsburských vévodů z Toskánska

- František I. Štěpán Lotrinský – (1737–1765)
- Leopold I. – (1765–1790)
- Ferdinand III. – (1790–1801, 1814–1824)
- Leopold II. – (1824–1849, 1849–1859)
- Ferdinand IV. – (1859–1860)

Titulární toskánští vévodové:
- Ferdinand IV. – (1860–1908)
- Josef Ferdinand Toskánský – (1908–1921)
- Petr Ferdinand Toskánský – (1921–1948)
- Gottfried Toskánský – (1948–1984)
- Leopold Toskánský – (1984–1993)
- Zikmund Toskánský – (od 1993)

Galerie
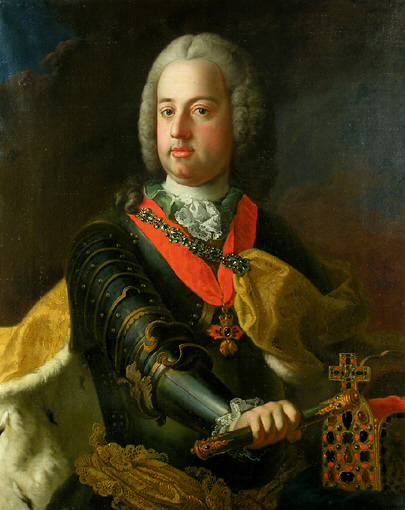
František I. Štěpán Lotrinský
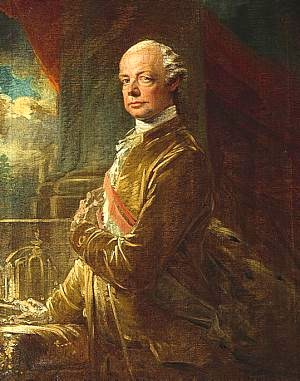
Leopold I.
Ferdinand III.
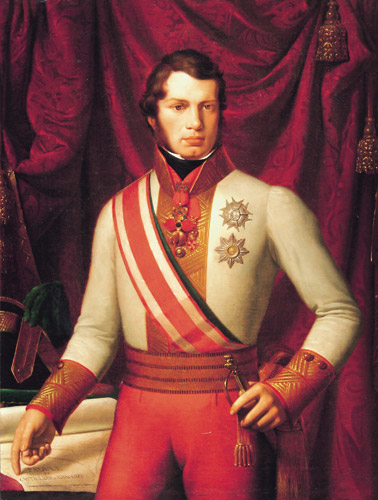
Leopold II.
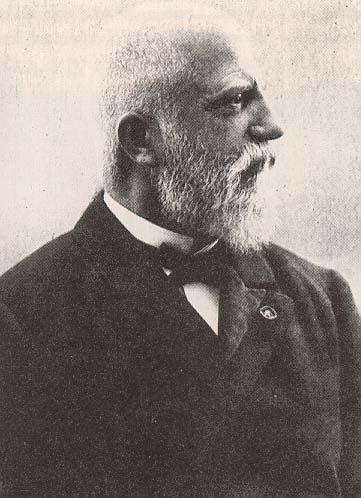
Ferdinand IV.

### Mexičtí císaři
Habsburští císaři z Mexika:

Znak mexického císařství

- Maxmilián I. – (1864–1867), popraven

Galerie
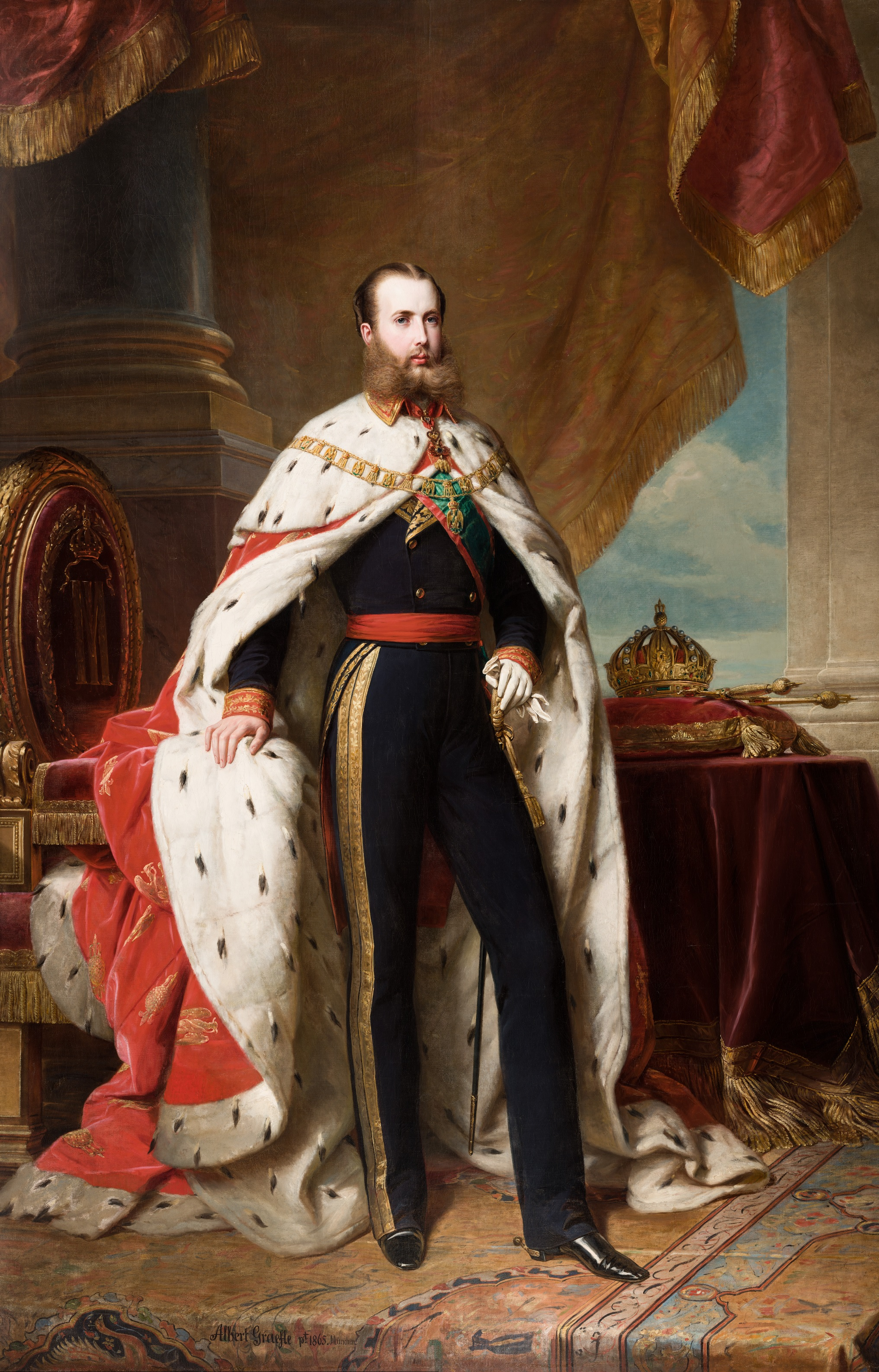
Maxmilián I.

## Členové rodiny Otty Habsburského
- Otto (1912 – 2011) – vzdal se svého nároku ve prospěch syna Karla (manželka Regina Sasko-Meiningenská (1925–2010), děti:
  - Karel (1961) – manželka Christian Reid (od roku 2022), Františka Thyssen-Bornemisza (do roku 2017)
    - Eleonora (1994)
    - Ferdinand Zvonimír (1997) – prvorozený syn
    - Glorie (1999)

  - Jiří (1964, manželka Eilika Oldenburská, žijí poblíž Budapešti)
    - Sofie (2001)
    - Hilda (2002)
    - Karel Konstantin (2004)

  - Andrea (1953)
  - Monika (1954)
  - Michaela (1954)
  - Gabriela (1956)
  - Valpurga (1958)